# Three Bags Full: A Sheep Detective Movie
Three Bags Full: A Sheep Detective Movie é um futuro filme de comédia de mistério americano-britânico dirigido por Kyle Balda a partir de um roteiro escrito por Craig Mazin. Baseado no romance Three Bags Full, de Leonie Swann, o filme é estrelado por Hugh Jackman, Emma Thompson, Nicholas Braun, Nicholas Galitzine, Molly Gordon, Hong Chau, Tosin Cole e Kobna Holdbrook-Smith.

## Elenco
- Hugh Jackman como George Hardy
- Emma Thompson
- Nicholas Braun como Tim Derry
- Nicholas Galitzine
- Molly Gordon
- Hong Chau
- Tosin Cole
- Kobna Holdbrook-Smith
- Conleth Hill
- Mandeep Dhillon

## Produção
Em março de 2024, foi revelado que uma adaptação do romance policial Three Bags Full estava em desenvolvimento, com Hugh Jackman e Emma Thompson escalados para os papéis principais. Em junho, Nicholas Braun, Nicholas Galitzine, Molly Gordon, Hong Chau, Tosin Cole, Kobna Holdbrook-Smith, Conleth Hill e Mandeep Dhillon se juntaram ao elenco. Kyle Balda dirigiria o filme e Craig Mazin escreveria o roteiro.
As filmagens começaram em junho de 2024.

## Lançamento
Three Bags Full: A Sheep Detective Movie está agendado para ser lançado em 20 de fevereiro de 2026 nos Estados Unidos, pela Amazon MGM Studios.